# Референдум в Угорщині 2016

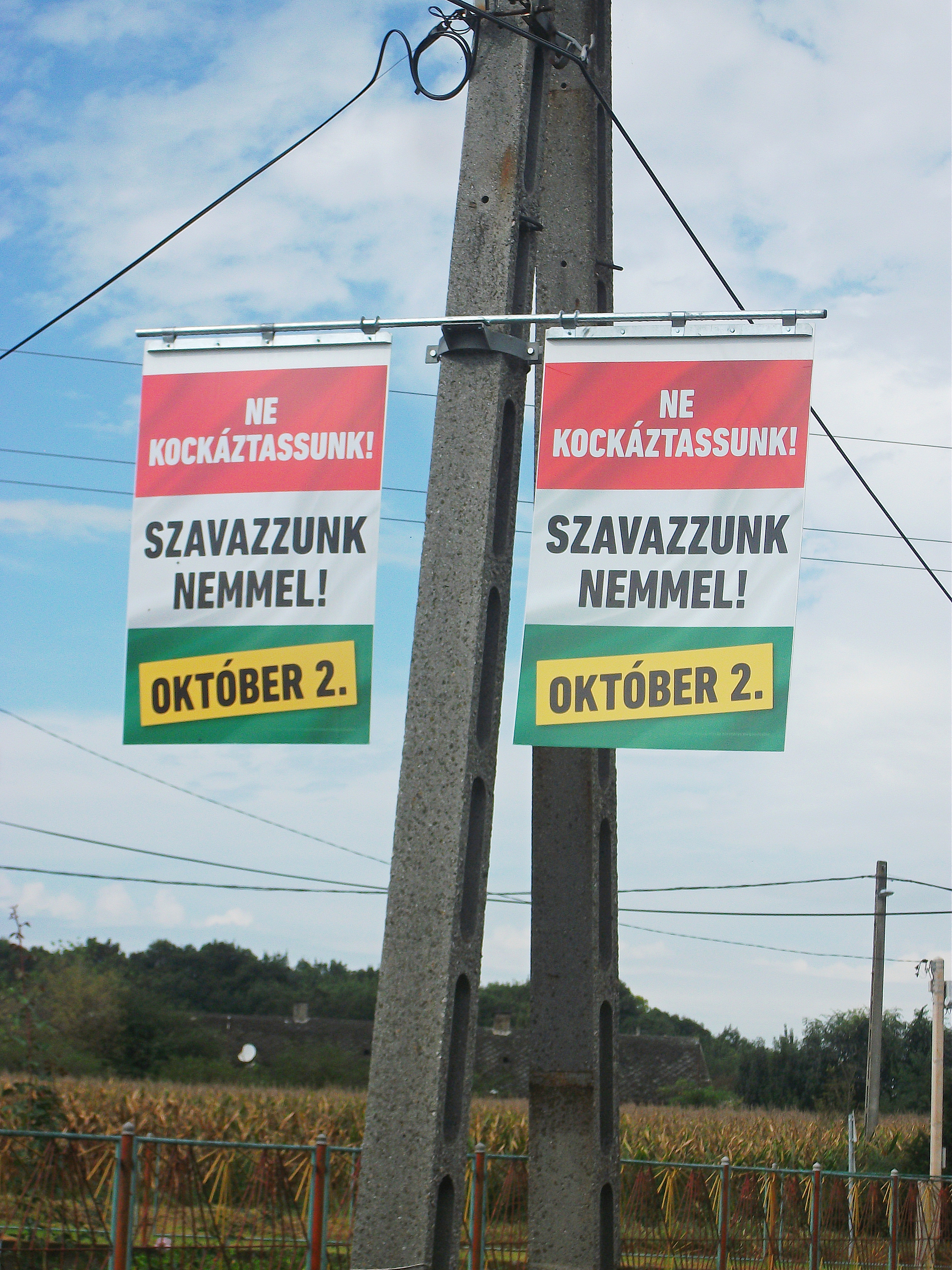
Урядова агітація в Зічіуйфалу. Напис: «Не втратьте шанс!» (на червоному тлі) й («Голосуйте "ні"!») (на білому тлі)

Референдум в Угорщині 2016 року — референдум, ініційований урядом Віктора Орбана, який став складовим етапом затяжного конфлікту між угорським урядом і ЄС, а також європейської міграційної кризи. Референдум проведено 2 жовтня 2016 року.

## Передісторія
Угорщина була однією з постраждалих країн під час європейської міграційної кризи. 17 червня 2015 року, правоконсервативний уряд Віктора Орбана оголосив про будівництво 175-кілометрової стіни уздовж південного кордону з Сербією.
22 вересня 2015 року нарада міністрів внутрішніх справ країн Європейського союзу схвалила план переміщення 120 тис. осіб, що шукають притулку, протягом двох років з пркордонних районів Італії, Греції та Угорщини в усі інші країни ЄС. Однак Угорщина проголосувала проти плану переселення. Уряди Угорщини та Словаччини оскаржили рішення про обов'язкові квоти мігрантів у Європейському суді в Люксембурзі.
24 лютого 2016 року, прем'єр-міністр Віктор Орбан заявив, що угорський уряд проведе референдум щодо того, чи приймати пропоновані обов'язкові квоти Європейського союзу для переміщення мігрантів. Після вивчення правових питань, Верховний суд Угорщини (Kúria) 5 травня дозволив проведення референдуму. Національне зібрання Угорщини 10 травня офіційно схвалили референдум, ініційований урядом. Рішення було прийняте 136 голосами «за» депутатів провладних фракцій Фідес і ХДНП та опозиційної фракції Йоббік, в той час як більшість ліберальної та лівої опозиції бойкотували пленарне засідання. Конституційний суд Угорщини 21 червня відхилив усі чотири апеляції проти проведення референдуму. І, нарешті, президент Янош Адер призначив 2 жовтня 2016 року як дату проведення референдуму.

## Питання
Питання, яке виноситься на референдум сформульоване так: 
Akarja-e, hogy az Európai Unió az Országgyűlés hozzájárulása nélkül is előírhassa nem magyar állampolgárok Magyarországra történő kötelező betelepítését?
Українською:
Чи хочете ви, щоб Європейський Союз прописав обов'язкове розселення не угорських громадян в Угорщині без згоди парламенту?

## Результати
Явка виборців на референдум становила близько 45%, тому він був визнаний таким, що не відбувся (явка повинна складати понад 50%). За даними екзитполів, 95% тих, хто проголосував на референдумі, висловилися проти.

## Реакція
У день голосування Прем'єр-міністр Угорщини Віктор Орбан заявив про намір подати у відставку у разі, якщо на референдумі переможуть прихильники квот ЄС на розподіл мігрантів.
У Єврокомісії заявили, що взяли до відома референдум в Угорщині, зауваживши, що він не мав юридичної сили.